# مالک رحمتی
مالک رحمتی (۱ فروردین ۱۳۶۱ – ۳۰ اردیبهشت ۱۴۰۳) سیاستمدار، حقوقدان و مدیر اجرایی ایرانی بود که در دولت سیزدهم از سال ۱۴۰۲ تا زمان کشته شدنش در اردیبهشت سال ۱۴۰۳ سمت استاندار آذربایجان شرقی بر عهده داشت.
او دانش‌آموختهٔ کارشناسی ارشد حقوق خصوصی از دانشگاه امام صادق و دکترای حقوق خصوصی از دانشگاه خوارزمی در تهران بود.

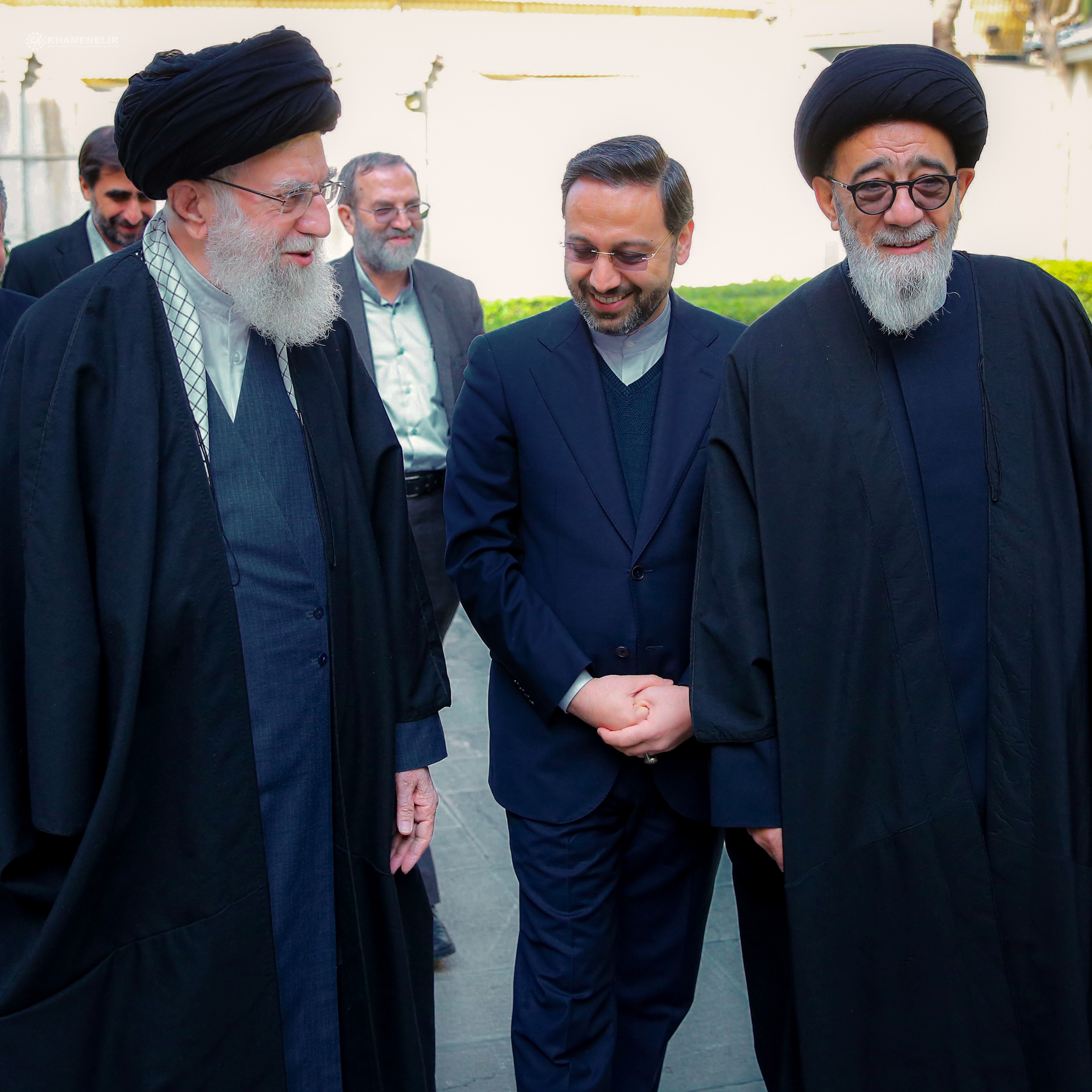
رحمتی و سید محمدعلی آل‌هاشم در کنار سید علی خامنه‌ای، رهبر جمهوری اسلامی ایران، بهمن ۱۴۰۲

رحمتی در فاصله سال‌های ۱۴۰۰ تا ۱۴۰۲ به‌عنوان قائم‌مقام تولیت آستان قدس رضوی فعالیت می‌کرد و از تیر تا بهمن سال ۱۴۰۲ به‌عنوان معاون وزیر امور اقتصادی و دارایی و رئیس سازمان خصوصی‌سازی مشغول به کار بود.
او در ۳۰ اردیبهشت ۱۴۰۳ در سانحه سقوط بالگرد به همراه سید ابراهیم رئیسی، رئیس‌جمهور ایران، حسین امیر عبداللهیان، وزیر امور خارجه و ۶ تن دیگر در شهرستان ورزقان واقع در استان آذربایجان شرقی درگذشت.

## استانداری آذربایجان شرقی
پس از درگذشت استاندار وقت آذربایجان شرقی، زین‌العابدین رضوی خرم در ۳۰ دی ۱۴۰۲، در روز ۱ بهمن ۱۴۰۲ اعضای هیئت دولت سیزدهم با مالک رحمتی برای کسب سمت استانداری آذربایجان شرقی موافقت کردند و وی به‌عنوان دومین استاندار آذربایجان شرقی در دولت سیزدهم انتخاب شد.

## کشته‌شدن
در ۳۰ اردیبهشت ۱۴۰۳، بالگرد حامل وی همراه با سید ابراهیم رئیسی رئیس‌جمهور ایران، حسین امیرعبداللهیان وزیر امور خارجه، سید محمدعلی آل‌هاشم امام جمعه تبریز و چند تن از همراهانش در منطقه حفاظت‌شده دیزمار محدوده عمومی میان ورزقان و جلفا در استان آذربایجان شرقی دچار سانحه شده و همه سرنشینان آن کشته شدند.

## تألیفات
- صنعت و سیاست: مطالعه راهکارهای حقوقی حمایت از سرمایه گذاری خارجی در معادن و کاهش آسیب های اجتماعی، ۱۳۹۸
- تبیین مدل ساختاری بکارگیری اصول پدافند غیر عامل در تحقق اقتصاد مقاومتی از دیدگاه مدیران بسیجی، ۱۳۹۶
- بررسی ومقایسه وقف در حقوق ایران و فقه با تراست در حقوق انگلستان، ۱۳۹۵ [۸]